# غفران بالخير
{{صندوق معلومات رياضي
|لون عنوان    =
|الأسم         = غفران بالخير
|صورة         = 
|حجم الصورة   = 
|التعليق      = 
|الإسم الأصلي   = 
|اسم الولادة   = 
|الاسم الكامل  = 
|كنية (ها)    = 
|الجنسية       = تونسية
|العرقية      = 
|المواطنة      = تونسية 
|تاريخ الميلاد  =11 أغسطس 2001

|مكان الميلاد   =  
|تاريخ الوفاة =   
|مكان الوفاة  = 
|المعالم الأثرية = 
|الإقامة       =  
|التعليم      = 
|ألما ماتر     = 
|المهنة        = 
|سنوات النشاط = 
|صاحب العمل   = 
|الوكيل       = 
|الطول        =  
|الوزن        = 
|هوايات أخرى  = 
|الموقع        = 
|البلد        =  تونس
|الرياضة       = 
|الحدث         = 
|الجامعة       = 
|نوع الدوري   = 
|النادي       = 
|الفريق       = 
|بداية الأحتراف = 
|الشريك       =  
|الشريك سابق  =  
|المدرب        =   
|التقاعد      =   
|يدرب الآن     =  
|بطولات عالمية  =  
|بطولات إقليمية =  
|بطولات وطنية   =  
|الألعاب الأولمبية =  
|أولمبياد المعاقين =  
|أعلى تصنيف عالمي =  
|أفضل رقم شخصي = 
|تحديث          = 
| medaltemplates =

|-
! الزلاجة الجماعية

|-
! منافس من  تونس

|-
! الألعاب الأولمبية للشباب
{{|}}
}}
غفران بالخير (مواليد 11 أغسطس 2001) هي رباعة تونسية،فازت بالميدالية الذهبية في وزن 55ك في بطولة العالم لرفع الأثقال 2021 التي أقيمت في طشقند،أوزبكستان. كما فازت بالميدالية الذهبية في وزن 58ك في الألعاب الأولمبية الصيفية للشباب 2018.

## روابط خارجية
- غفران بالخير على موقع الاتحاد الدولي (الإنجليزية)
- غفران بالخير على موقع مشروع نتائج رفع الأثقال الدولية (الإنجليزية)
- غفران بالخير على موقع IAT Database Weightlifting (الألمانية)
- غفران بالخير على موقع أوليمبيديا (الإنجليزية)